# Blepharis uzondoensis
Blepharis uzondoensis är en akantusväxtart som beskrevs av K. Vollesen. Blepharis uzondoensis ingår i släktet Blepharis och familjen akantusväxter. Inga underarter finns listade i Catalogue of Life.